# هربرت ادموند کارتر
هربرت ادموند کارتر (انگلیسی: H. E. Carter؛ ۲۵ سپتامبر ۱۹۱۰ – ۴ مارس ۲۰۰۷) یک دانشمند در زمینه زیست‌شیمی اهل آمریکا بود.